# Рудник Куауа (SLN)
Рудник Куауа (SLN) – гірничодобувний майданчики у Меланезії на острові Нова Каледонія (заморське володіння Франції).
Перші розробки покладів нікелю в районі Куауа відносяться ще до кінця XIX століття. Зокрема, відомо, що в 1892 році найвідоміша новокаледонська гірнича компанія Société le Nickel (SLN) передала в користування компанії Jeantet розташовану тут копальню «Claire» (за звичайною для Нової Каледонії практикою, власники гірничих ліцензій часто передавали в розробку іншим бізнесам малі, віддалені від основних центрів видобутку або менш рентабельні рудники). Втім, протягом багатьох десятиліть роботи в Куауа мали обмежений характер та велись спорадично.
У 1960-му SLN почала поглиблене дослідження ресурсів району, а в 1977-му ввела в дію копальню «Меа», яка досягнула максимального річного показнику видобутку на рівні 1,2 млн тонн. В 1996-му запустили копальню «Kiel», що знаходиться за 17 кілометрів від «Меа». Всього станом на кінець 2000-х належні SLN родовища в Куауа виробили біля 30 млн тонн руди, з яких 20 млн тонн припадало на «Меа».
У 2012-му ввели в дію копальню «Stamboul», що розташована за кілька кілометрів північніше від «Меа» (та біч-о-біч з належною компанії SMSP групою копалень «Alice-Philippe»). 
В 2017-му роботи в «Kiel» припинили через протести місцевих жителів. Втім, SLN висловлювала сподівання відновити їх в 2024 році, після того, як здійснила певні інвестиції у розвиток місцевої інфратруктури.
В 2021-му гірничий центр Куауа-Стамбул видобув 292 тисячі тонн руди.
Розробка ведеться традиційним для Нової Каледонії відкритим способом (при цьому разом з розкривною породою у відвали відправляють низькоякісну лімонітову руду). Далі руда з «Меа» транспортується з гір до узбережжя за допомогою звивистого конвеєра завдовжки 11 км (оскільки більше половини його довжини припадають на непрямі ділянки конвеєр отримав назву «Serpentine»), що на своєму шлях спускається на 525 метрів та має продуктивність у 520 тонн на годину. Руда з «Kiel» доправляється до «Меа» автотранспортом, після чого також перевалюється на конвеєр.
На узбережжі затоки Коуауа облаштований майданчик зберігання ємністю 130 тисяч тонн руди та завантажувальний термінал, здатний передавати на рудовози 1200 тонн на годину. Далі судна вивозять руду до належного SLN металургійного заводу в Доніамбо.
Також можливо відзначити, що з 1985-го SLN стала 100% дочірньою компанією групи Eramet. В 1994-му 10% участі отримала японська Nisshin Steel, а в 2000 – 2008 роках 34% відійшли компанії Société Territoriale Calédonienne de Participation Industrielle (STCPI), що представляє три провінції Нової Каледонії.